# ヘッタンギアン
| 累代        | 代     | 紀       | 世           | 期                     | 基底年代 Mya |
| ----------- | ------ | -------- | ------------ | ---------------------- | ------------ |
| 顕生代      | 新生代 | 新生代   | 新生代       |                        | 66           |
| 顕生代      | 中生代 | 白亜紀   | 後期白亜紀   | マーストリヒチアン     | 72.1         |
| 顕生代      | 中生代 | 白亜紀   | 後期白亜紀   | カンパニアン           | 83.6         |
| 顕生代      | 中生代 | 白亜紀   | 後期白亜紀   | サントニアン           | 86.3         |
| 顕生代      | 中生代 | 白亜紀   | 後期白亜紀   | コニアシアン           | 89.8         |
| 顕生代      | 中生代 | 白亜紀   | 後期白亜紀   | チューロニアン         | 93.9         |
| 顕生代      | 中生代 | 白亜紀   | 後期白亜紀   | セノマニアン           | 100.5        |
| 顕生代      | 中生代 | 白亜紀   | 前期白亜紀   | アルビアン             | 113          |
| 顕生代      | 中生代 | 白亜紀   | 前期白亜紀   | アプチアン             | 125          |
| 顕生代      | 中生代 | 白亜紀   | 前期白亜紀   | バレミアン             | 129.4        |
| 顕生代      | 中生代 | 白亜紀   | 前期白亜紀   | オーテリビアン         | 132.9        |
| 顕生代      | 中生代 | 白亜紀   | 前期白亜紀   | バランギニアン         | 139.8        |
| 顕生代      | 中生代 | 白亜紀   | 前期白亜紀   | ベリアシアン           | 145          |
| 顕生代      | 中生代 | ジュラ紀 | 後期ジュラ紀 | チトニアン             | 152.1        |
| 顕生代      | 中生代 | ジュラ紀 | 後期ジュラ紀 | キンメリッジアン       | 157.3        |
| 顕生代      | 中生代 | ジュラ紀 | 後期ジュラ紀 | オックスフォーディアン | 163.5        |
| 顕生代      | 中生代 | ジュラ紀 | 中期ジュラ紀 | カロビアン             | 166.1        |
| 顕生代      | 中生代 | ジュラ紀 | 中期ジュラ紀 | バトニアン             | 168.3        |
| 顕生代      | 中生代 | ジュラ紀 | 中期ジュラ紀 | バッジョシアン         | 170.3        |
| 顕生代      | 中生代 | ジュラ紀 | 中期ジュラ紀 | アーレニアン           | 174.1        |
| 顕生代      | 中生代 | ジュラ紀 | 前期ジュラ紀 | トアルシアン           | 182.7        |
| 顕生代      | 中生代 | ジュラ紀 | 前期ジュラ紀 | プリンスバッキアン     | 190.8        |
| 顕生代      | 中生代 | ジュラ紀 | 前期ジュラ紀 | シネムーリアン         | 199.3        |
| 顕生代      | 中生代 | ジュラ紀 | 前期ジュラ紀 | ヘッタンギアン         | 201.3        |
| 顕生代      | 中生代 | 三畳紀   | 後期三畳紀   | レーティアン           | 208.5        |
| 顕生代      | 中生代 | 三畳紀   | 後期三畳紀   | ノーリアン             | 227          |
| 顕生代      | 中生代 | 三畳紀   | 後期三畳紀   | カーニアン             | 237          |
| 顕生代      | 中生代 | 三畳紀   | 中期三畳紀   | ラディニアン           | 242          |
| 顕生代      | 中生代 | 三畳紀   | 中期三畳紀   | アニシアン             | 247.2        |
| 顕生代      | 中生代 | 三畳紀   | 前期三畳紀   | オレネキアン           | 251.2        |
| 顕生代      | 中生代 | 三畳紀   | 前期三畳紀   | インドゥアン           | 251.902      |
| 顕生代      | 古生代 | 古生代   | 古生代       |                        | 541          |
| 原生代      | 原生代 | 原生代   | 原生代       |                        | 2500         |
| 太古代      | 太古代 | 太古代   | 太古代       |                        | 4000         |
| 冥王代      | 冥王代 | 冥王代   | 冥王代       |                        | 4600         |
| 1. 2. 3. 4. |        |          |              |                        |              |

ヘッタンギアン（英語: Hettangian）は、2億130万年前（誤差20万年）から1億9930万年前（誤差30万年）にあたる前期ジュラ紀の地質時代の一つ。
模式地はフランスのロレーヌ地域圏のヘッタンジュである。
日本語では言語的揺らぎによって「ヘッタンジアン」「エタンジュ期」など、多数の別称がある。
なお、「ヘッタンギアン階」などという名称があるが、時代を示すものではない。「階」は地層に対して当てられる単位（層序名）であり、層序名「ヘッタンギアン階」と時代名「ヘッタンギアン期」は対を成す関係である。詳しくは「累代」を参照のこと。

## 地質学的定義
ジュラ系の基底、すなわちヘッタンギアン階の基底は、アンモナイトの属プシロセラス Psiloceras が初めて出現する地質柱状図上の場所として定義される。基底の国際標準模式層断面及び地点 (GSSP) は2010年にオーストリア西部カルウェンダルに位置するクーヨッホが指定された。

## 生物
カーニアンからヘッタンギアンにかけては二枚貝の科数が急激に増大した時期にあたる。ただし三畳紀とジュラ紀の境界でもあるレーティアン/ヘッタンギアン境界で顕生代四度目となる大量絶滅が発生しており、事実上テチス海から消滅したサンゴはヘッタンギアンの間に以前の水準まで回復することはなかった。コノドントは三畳紀末の大量絶滅で絶滅を迎えた。三畳紀のうちに出現した魚竜は絶滅率こそ大きくなかったものの、その形態的な多様性を永久に失い、パルヴィペルヴィア類のみが生き残った。タニストロフェウス科やプロコロフォン科など魚竜以外にも多くの爬虫類がヘッタンギアンの始まりまでに絶滅したとされるが、レーティアンとヘッタンギアンはいずれも陸上生物の化石に乏しく、その絶滅を詳細に綴ることは難しい。
詳細はT-J境界を参照。

## 日本において
宮城県本吉郡歌津町と志津川町には下部ジュラ系の志津川層群が分布する。主に砂質泥岩から構成される同層群上部層である細浦層からは、ヘッタンギアンからアーレニアンにかけてのアンモナイトが産出する。新潟県蒲原山地西部に分布する付加体のうち玄武岩類とチャートが卓越する上部ユニットもヘッタンギアン階に相当するほか、福井県小浜市西部の超丹波帯と丹波帯境界付近の珪長質凝灰質泥岩は産出した放散虫（Pantanellium browni や Natoba 属）がそれぞれ中期ヘッタンギアン - 中期シネムーリアン、後期ヘッタンギアン - 前期シネムーリアンとされるため、Natoba の産出に合わせた地質時代に相当するとされる。島根県南西部鹿足郡吉賀町に分布する樋口層群の下部層もまたヘッタンギアン - シネムーリアン階と判断されている。